# Rodina (Drahoslav Beran)
Rodina je exteriérová litinová plastika/sloupy ve městě Rychvald (okres Karviná, Moravskoslezský kraj) v geomorfologickém celku Ostravská pánev a v regionu Horní Slezsko.

## Historie a popis díla
Netradiční sousoší Rodina se skládá ze tří různě vysokých hladkých sloupů odlitých z litiny a natřených cementovou kaší, které vzdáleně připomínají kuželky. Sloupy, které představují otce, matku a dítě (stylizovaný obraz rodiny), jsou několikrát obloukově osazené a umístěné na betonovém základovém podloží na trávníku na ulici Středová. Autorem díla je český sochař Drahoslav Beran (1925-2001) ve spolupráci s architektem Melšou. Investorem sochy byl tehdejší Krajský investorský útvar Ostrava a datace návrhu byla v roce 1971, avšak po zdlouhavých jednáních bylo umístěno na místo se značným časovým odstupem až v roce 1978. Zajímavostí je, že při kolaudaci byl autorovi výrazně snížen honorář (z tehdejších 68000,- Kčs na 45000,- Kčs) a to s odůvodněním, že autor nerespektoval připomínky týkající se úpravy povrchu a barevnosti jednotlivých prvků.

### Rozměry díla
|           | Sloup otec | Sloup matka | Sloup dítě |
| --------- | ---------- | ----------- | ---------- |
| Výška /m/ | 2,75       | 2,15        | 1,25       |
| Šířka /m/ | 0,4        | 0,4         | 0,4        |

## Další informace
Dílo je celoročně volně přístupné.

## Galerie

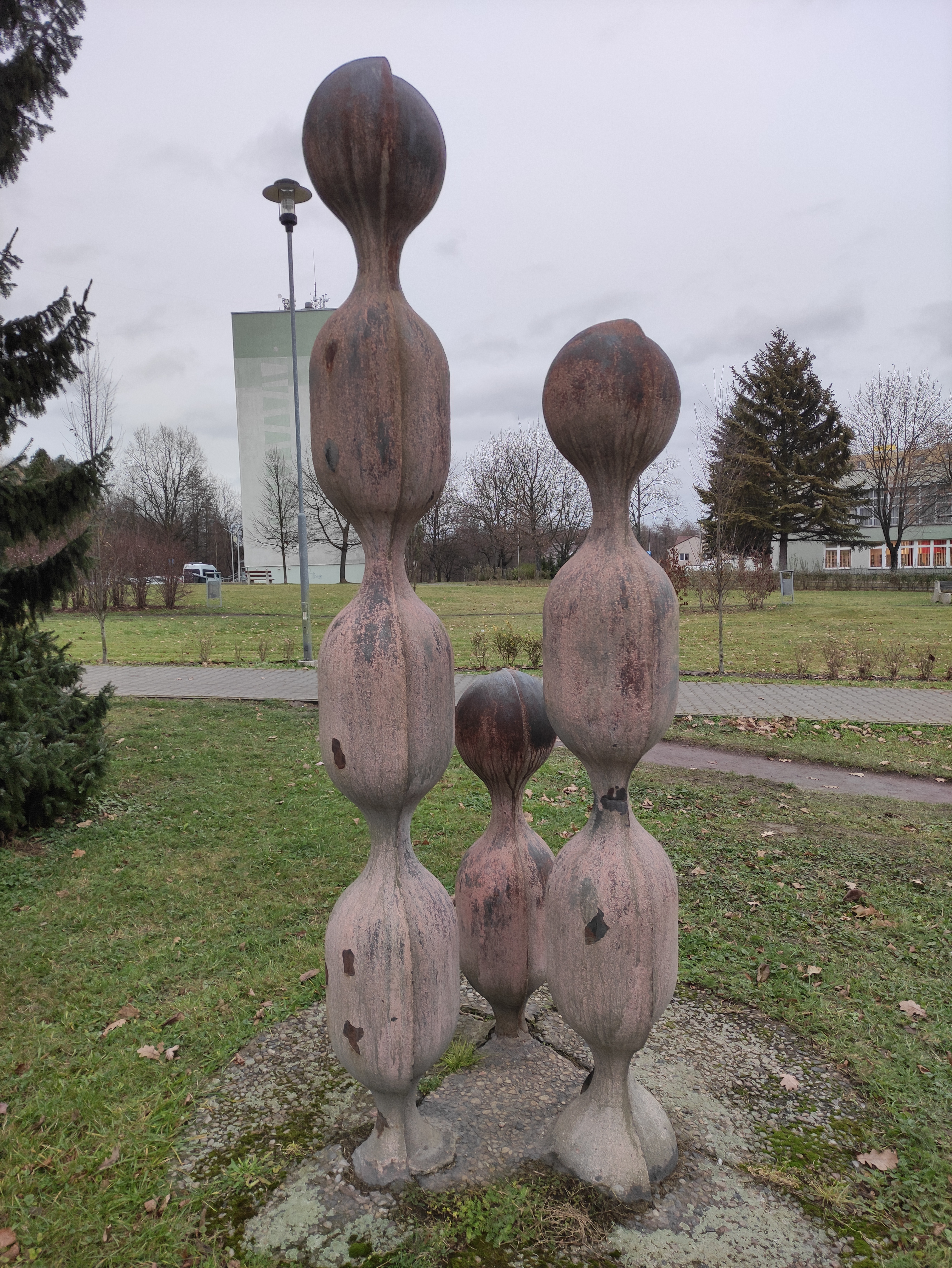
Celkový pohled na dílo